# 1840
1840 (MDCCCXL) fue un año bisiesto comenzado en miércoles según el calendario gregoriano.

## Acontecimientos

### Enero
- 3 de enero: 
  - En Australia, fundación del periódico bisemanal The Port Phillip Herald, uno de los predecesores del periódico Herald Sun de Melbourne.[1]
  - Primera medida de la profundidad marina por el método de peso de escandallo, de 2425 brazas (4.435 metros), en el Atlántico Sur, por el capitán Sir James Clark Ross.[2]
- 10 de enero: Se introduce en el Reino Unido el franqueo de penique, Uniform Penny Post, que establecía el pago de un penique por el transporte y entrega de cualquier carta entre dos puntos del Reino Unido e Irlanda.[3]
- 14 de enero: En Estados Unidos, el barco de vapor Lexington se quema durante una tormenta (llevaba 150 balas de algodón en la cubierta de popa, cerca de la chimenea) y se hunde en las aguas heladas a lo largo de la costa de Long Island (Nueva York). Mueren 139 personas y se salvan 4.[4]
- 19 de enero: El capitán estadounidense Charles Wilkes del barco US Vincennes, al mando de la Expedición de Exploración de Estados Unidos, apercibe el 16 de enero lo que se conocería como la Tierra de Wilkes en la Antártida, y desembarca allí tres días después. Al terminar la expedición, y a su vuelta a Sídney, presentó la evidencia de que se trataba de un nuevo continente, y reclamó el honor de haberlo descubierto.[5]
- 21 de enero: El explorador francés Jules Dumont D´Urville, al mando de los navíos “L’Astrolabe” et “La Zélée”, descubrió la Tierra Adelia en la Antártida, y la reclamó para Francia izando una bandera tricolor francesa sobre un islote de rocas. Además determinó el Polo Sur magnético.[6]
- 22 de enero: En Nueva Zelanda, unos colonialistas británicos liderados por Edward G. Wakefield, desembarcan en el Puerto de Nicholson, en la isla Norte, y fundan oficialmente la ciudad de Wellington.[7]
- 29 de enero: Tras la toma de Quetzaltenango, la capital del Estado de Los Altos, por el general Rafael Carrera, y su reintegración el 17 de febrero en Guatemala, se disuelve definitivamente la República Federal de Centro América, creada en 1824 por los Estados de Guatemala, El Salvador, Honduras, Nicaragua y Costa Rica, al que se les unió en 1838 el Estado de Los Altos, desgajado de Guatemala. Tras un período de guerras civiles y movilizaciones populares, los diferentes Estados se declararon libres e independientes entre 1838 y 1839.[8]
- 30 de enero: El rey zulú Dingane kaSenzangakhona es derrotado en la batalla de Magango por su medio hermano el príncipe Mpande aliado de los bóeres de Andries Pretorius. Dingane huyó a Suazilandia donde fue muerto por las tropas enemigas, y Mpande le sucedió como rey Zulú hasta 1872. Mpande fue reconocido por los bóeres el 10 de febrero de ese año.[9]

### Febrero
- 5 de febrero: En Siria, la desaparición de un monje capuchino, el padre Thomas, y su sirviente musulmán, desencadena el Affaire de Damasco, por el que los cristianos sirios y los líderes musulmanes acusan y persiguen a los judíos por supuestos crímenes rituales. Los líderes judíos de Europa y Estados Unidos se movilizaron ante el sultán otomano. Es el primer caso de solidaridad mundial judía moderna. Este asunto se considera el comienzo del antisemitismo moderno.[10]
- 6 de febrero: 
  - En Nueva Zelanda se firma el Tratado de Waitangi en la Bahía de las Islas por el capitán William Hobson, varios residentes ingleses y unos cuarenta y cinco jefes maoríes, considerado como el documento fundacional de ese país, en virtud del cual los jefes maoríes de la isla Norte daban toda la soberanía a Gran Bretaña.[11]
  - En Argelia, una guarnición de 123 soldados franceses en el fuerte de Mazagran, resiste durante tres días (desde el 3 de febrero), el asedio de entre 2000 y 12000 hombres de uno de los lugartenientes de Abd al-Qádir.[12]
- 10 de febrero: La reina Victoria del Reino Unido se casa con el príncipe Alberto de Sajonia-Coburgo-Gotha en la Capilla Real del Palacio de Saint James.[13]
- 17 de febrero: Libelo de sangre de Rodas. La comunidad griega ortodoxa de Rodas acusa a la comunidad judía de un asesinato ritual por la desaparición de un joven cristiano. Inicialmente el gobernador otomano sostuvo la acusación, logrando confesiones bajo tortura de algunos judíos. La presión internacional europea logró que se investigase a fondo el caso, y en noviembre el Sultán Otomano declaró la falsedad de la acusación.[14]

### Marzo
- 7 de marzo: En Estados Unidos, se completa el ferrocarril de Wilmington a Weldon en Carolina del Norte (260 km), siendo en ese momento el ferrocarril más largo del mundo.[15]
- 12 de marzo: En Argelia, combate de Tem-Salmet entre las fuerzas de Francia y las de Abd al-Qádir, entre Misserghin y Brédéa, con victoria final francesa.[16]
- 14 de marzo: Estreno en el Teatro del Príncipe de Madrid de la obra dramática El zapatero y el rey de  José Zorrilla.[17]
- 15 de marzo: En Argelia, los franceses ocupan el puerto de Cherchell, desocupado por sus habitantes por orden de Abd al-Qádir.[18]
- 31 de marzo: El Presidente de Estados Unidos Martin Van Buren reconoce legalmente la jornada de 10 horas para los empleados del gobierno y los obreros de construcciones navales y arsenales.[19]

### Abril
- 2 de abril: la población de Los Altos vuelve a formar parte de Guatemala.
- 9 de abril: Después de 3 días de encendidos debates, el Parlamento Británico votó a favor de la guerra con China, adoptando una resolución para proteger la libertad de comercio y pedir indemnización de perjuicios a China por la pérdida de comercio (en contra de los que querían acabar con el comercio del opio).[20]
- 13 de abril: en Roma (Italia), el papa Gregorio XVI reconoce oficialmente la independencia de Chile.
- 15 de abril: Apertura para la admisión de pacientes del Hospital King's College de Londres.[21]
- 18 de abril: El político irlandés Daniel O'Connell funda la Asociación por la Derogación (Repeal Association), para lograr la derogación del Acta de Unión (1800) entre Gran Bretaña e Irlanda.[22]
- 26 de abril: en Madrid (España) se crea el pueblo de Alpedrete.
- 27 de abril: En Inglaterra, la primera piedra de los cimientos del nuevo Palacio de Westminster en Londres, es colocada por Sarah Barry, esposa de su arquitecto Charles Barry.[23]

### Mayo
- 1 de mayo: Emisión del primer sello postal adhesivo de la historia en el Reino Unido, el Penny Black por valor de 1 penique, y representando la efigie de la reina Victoria. Este sello fue válido para su uso postal a partir del 6 de mayo, tras la reforma del sistema postal británico presentado por Rowland Hill y aprobado por el Parlamento Británico a finales de 1839.[24]
- 7 de mayo: En Estados Unidos tiene lugar el Gran Tornado de Natchez en Misisipi de nivel F5, que causa la muerte de 317 personas (el segundo más mortífero en Estados Unidos) y 109 heridos.[25]
- 10 de mayo: 
  - En España se funda la Sociedad de Tejedores de Barcelona, primer sindicato español.[26]
  - En el Imperio austrohúngaro, el político y patriota húngaro Lajos Kossuth es liberado a petición de la Dieta húngara. En 1841 se convertirá en el jefe del ala izquierda del Partido Liberal (Hungría).[27]
- 12 de mayo: 
  - En Argelia, toma por los franceses del puerto de montaña de Mouzaia contra las tropas de Abd al-Qádir.[18]
  - En Brasil se aprueba una ley que pone fin a la experiencia federal y refuerza el poder del emperador, lo que permite restablecer el Consejo de Estado del Imperio de Brasil suprimido en 1834, y aumentar la centralización.[28]
- 17 de mayo: En Argelia, ocupación sin oposición por los franceses de la ciudad de Médéa, evacuada por las tropas de Abd al-Qádir.[18]
- 20 de mayo: 
  - Publicación en Francia de la primera lista de monumentos históricos a propuesta de la Comisión dirigida por Prosper Mérimée, director general de Monumentos Históricos, que comporta más de 1000 edificios antiguos o medievales públicos (s. V al XVI), que pertenecen al Estado, al Departamento o a la Comuna.[29]
  - En Inglaterra, la Catedral de York es dañada gravemente por un fuego accidental durante la noche, provocando la caída de la nave central.[30]
- 21 de mayo: El capitán William Hobson proclama la soberanía británica sobre Nueva Zelanda, la isla Norte por la firma del Tratado de Waitangi, y la isla Sur por haber sido “descubierta” por James Cook.[31]
- 22 de mayo: Publicación de la Ley por la que el transporte de convictos británicos a la colonia de Nueva Gales del Sur es abolido.[32]
- Mayo: En Afganistán, tras la desafección de la población local hacia los extranjeros británicos desde finales de 1839, primeros signos de una resistencia afgana armada coordinada, cuando 1600 jinetes pastunes ghilzai atacaron una columna británica, aunque fueron rechazados. (primera guerra anglo-afgana).[33]

### Junio
- 1 de junio: El sexto censo de población en Estados Unidos indica una población total de 17 millones de personas, de las 2,5 millones eran esclavos, y un incremento de población del 32,7% respecto al censo de 1830.[34]
- 6 de junio: En Argelia, ocupación por las tropas francesas de la ciudad de Miliana, tras el combate sangriento el 5 de junio en el bosque de olivos contra las tropas de Abd al-Qádir.[18]
- 7 de junio: Comienzo del reinado de Federico Guillermo IV de Prusia, decidido a corregir el absolutismo de su padre Federico Guillermo III, que había reinado durante 40 años.[35]
- 10 de junio: Atentado frustrado contra la reina Victoria del Reino Unido. Un joven anarquista, Edward Oxford, dispara dos veces sobre la carroza real descubierta, pero no alcanza a la Reina, en su cuarto mes de embarazo, ni al Príncipe consorte. El joven de 18 años fue juzgado e internado en una institución psiquiátrica por considerar que padecía problemas mentales.[36]
- 12 de junio: Arranque de la Convención Mundial contra la Esclavitud en Londres que durará hasta el 23 de junio. La prohibición de participación directa de las mujeres en las discusiones y trabajos (solo podían asistir y mirar), impulsarán posteriormente el movimiento por el sufragio de las mujeres en Estados Unidos.[37]
- 18 de junio: El explorador inglés Edward John Eyre parte de Adelaida, en Australia Meridional, a la cabeza de una expedición hacia el oeste para encontrar una ruta terrestre que atravesase el continente australiano, hacia la costa de Australia Occidental, adonde llegará a Albany en julio de 1841.[38]
- 20 de junio: Abrogación del antiguo estatuto lituano, e introducción del derecho ruso en las provincias occidentales del Imperio ruso.[39]
- 21 de junio: Una expedición naval británica parte en abril y llega a Macao con 4000 soldados, 16 barcos y 4 cañoneras (diplomacia de las cañoneras), tras la declaración de guerra a China.[40]

### Julio
- 2 de julio: Un terremoto de 7,4 sacude la Provincia de Agri en Turquía, desencadenando una erupción volcánica y deslizamientos de tierra que dejan alrededor de 10.000 fallecidos.
- 4 de julio: Primer viaje del vapor RMS Britannia entre Liverpool y Boston, vía Halifax, llegando a su destino el 17 de julio. Es el primer transporte transatlántico de pasajeros en un barco a vapor, con capacidad para 115 pasajeros, aunque solo hubo 63 en el viaje inaugural.[41]
- 5 de julio: La flota británica navega hacia las islas Zhoushan, cerca del río Yangtze, bombardea la capital Ting-hai y las ocupa hasta 1841.[40]
- 15 de julio: Firma en Londres de la Convención de Londres, entre Inglaterra, Austria, Prusia, Rusia y el Imperio Otomano, que quitaba a Francia el papel clave que ejercía en Oriente desde hacía siglos. El Pachá egipcio Mehmet Alí, con el apoyo de Francia, se resistió a aceptar los términos de ese Tratado.[42]
- 22 de julio: 
  - En Barcelona (España), Baldomero Espartero decreta el estado de sitio.
  - En el Imperio de Brasil, los liberales piden al joven emperador Pedro II (15 años) que acceda al trono antes de la mayoría de edad fijada por la Constitución (18 años). Acepta y al día siguiente los diputados y senadores proclaman su mayoría de edad, y Pedro II es aclamado por la multitud.[43]
- 23 de julio: Siguiendo la propuesta de Lord Durham, Gran Bretaña impone el Acta de Unión (1840) a Canadá, la unificación del país, del Alto Canadá y Bajo Canadá, para la integración y asimilación de los franceses parlantes a la comunidad inglesa (un solo gobernador, Consejo Legislativo nombrado por la Corona, Asamblea Legislativa elegida popularmente).[44]
- 25 de julio: Tras el Tratado de la Cuádruple Alianza firmado en Londres, el primer ministro de Francia, Adolphe Thiers, reivindica la orilla izquierda del Rhin, lo que provoca oleadas de protesta en Alemania. Crisis del Rhin. Los nacionalistas alemanes centran sus esperanzas en el nuevo rey de Prusia, Federico Guillermo IV.[45]

### Agosto
- 6 de agosto: En Francia, el príncipe Luis Napoleón Bonaparte intenta su segundo golpe de Estado contra el rey Luis Felipe I en Boulogne-sur-Mer (después del de Estrasburgo en 1836), intentando conseguir el apoyo del 42.º Regimiento, pero fracasa. Condenado a cadena perpetua en la fortaleza de Ham (Somme), se evade y huye a Londres en 1846.[46]
- 10 de agosto: El bulo Fortsas fue un  incidente, en el que multitud de coleccionistas de libros raros de toda Europa se reunieron en Binche, Bélgica, para asistir a una subasta de 52 libros únicos del último Conde de Fortsas. Todo había sido una broma de un anticuario, pero el ficticio catálogo de libros únicos se convirtió en una joya bibliográfica, codiciada por los bibliófilos.[47]
- 30 de agosto: Ante la amenaza de la flota británica sobre Tianjin, el gobierno imperial chino se ve forzado a negociar con Gran Bretaña.[48]
- Agosto: Llega la noticia al ejército anglo-indio la noticia de que Dost Mohammed Khan se ha escapado de su celda en Bujará.[33]

### Septiembre
- 3 de septiembre: Ante la negativa de Mehmet Alí a aceptar los términos de la Convención de Londres del 15 de julio sobre el gobierno de Siria, el Sultán del Imperio otomano le declara rebelde en una fetua leída en todas las mezquitas del país, lo que autorizaba la guerra contra él. La coalición anglo-austriaca apoyará al Sultán contra el Pachá, apoyado a su vez por Francia.[49]
- 16 de septiembre: Inauguración del Arboretum de Derby, parque de 7,5 hectáreas, donado por el filántropo y político Joseph Strutt a la ciudad de Derby, y que se convirtió en el primer parque urbano y recreativo de Inglaterra de propiedad pública.[50]
- 18 de septiembre: 
  - En Afganistán, enfrentamiento armado en Bamiyán entre el ejército anglo-indio y los afganos de Dost Mohammed Khan, con victoria británica.[33]
  - En Nueva Zelanda, tras la firma del Tratado de Waitangi, el nuevo gobernador de la colonia, William Hobson eligió un área para la fundación de la nueva capital de la colonia, Auckland.[51]
- 26 de septiembre: En el Líbano, ataque marítimo de la coalición anglo-austriaca comandada por el almirante Charles John Napier (aliados de los turcos), contra la ciudad de Sidón en manos de Mehmet Alí. La plaza no caerá hasta principios de octubre.[52]
- Septiembre: En Camboya, un partido local pide ayuda a Siam para liberarse de la tutela de Vietnam. Después de una guerra indecisa, el país devastado acabará como vasallo (1844) de los dos países vecinos.[53]

### Octubre
- 7 de octubre: En Holanda, abdicación del Rey Guillermo I de los Países Bajos (hostil a las reglas constitucionales), tras la decepción por la separación de Bélgica. Su hijo, Guillermo II de los Países Bajos es nombrado Rey de los Países Bajos y Gran Duque de Luxemburgo.[54]
- 8 de octubre: En Hawái, el rey Kamehameha III, otorga una Constitución a las islas, bajo la influencia del misionario estadounidense William Richards, con un parlamento bicameral, basada en la constitución británica, aunque no plenamente democrática.[55]
- 10 de octubre: Las fuerzas anglo-austro-turcas enfrentadas a las fuerzas de Mehmet Alí, toman la ciudad de Beirut, asediada desde el 11 de septiembre.[49]
- 15 de octubre: Nuevo atentado fallido contra el rey Luis Felipe I de Francia (de los 11 que tuvieron lugar), a la vuelta de Saint Cloud, ya que el arma explota en las manos del asesino.[56]
- 17 de octubre: En España, huida a Francia de María Cristina, Regente de Isabel II y partidaria de los Moderados, tras las revueltas de los Progresistas a partir del 1 de septiembre, su rechazo a una corregencia con el general Espartero que apoyaba a los Progresistas, y su abdicación el 12 de octubre como Regente.[57]
- 29 de octubre: En el marco de la Guerra Grande en Argentina, firma del Tratado Mackau-Arana, que supone el fin del bloqueo francés al Río de la Plata que duraba desde marzo de 1838. El gobierno de Buenos Aires del general Juan Manuel de Rosas se comprometió a indemnizar a los ciudadanos franceses, les otorgó los mismos derechos que a los ingleses, y decretó una amnistía.[58]

### Noviembre
- 2 de noviembre: En Afganistán, enfrentamiento armado en el valle de Parwān Darra entre el ejército anglo-indio y los afganos de Dost Mohammed Khan. Las fuerzas indias huyeron, y los británicos fueron masacrados.[33]
- 4 de noviembre: 
  - Dost Mohammed Khan se entrega por sorpresa a los británicos en Kabul (primera guerra anglo-afgana).[33]
  - La flota anglo-austro-turca se apoderan de San Juan de Acre, llave del poderío egipcio de Mehmet Alí en Siria, tras dos días de asedio y la explosión del arsenal del fuerte, que aniquiló a casi la mitad de los defensores.[49]
- 7 de noviembre: Elecciones presidenciales de Estados Unidos de 1840. El presidente demócrata Martin Van Buren no consigue la reelección al ser derrotado por el candidato whig William Henry Harrison, que gana los comicios con una ventaja de 234 votos electorales frente a 60 de Van Buren, que era culpado por el Pánico de 1837.[59]
- 13 de noviembre: Dost Mohammed Khan sale de Kabul camino de su exilio en Ludhiana, en la India, donde llegó a finales de diciembre junto con su séquito de 1100 personas (primera guerra anglo-afgana).[33]
- 16 de noviembre: Publicación de la Charter for erecting the Colony of New Zealand, por la que Nueva Zelanda se convertía en una nueva colonia del Imperio Británico, independiente de la colonia de Nueva Gales del Sur, a la que pertenecía anteriormente.[60]
- 25 de noviembre: El comodoro Charles John Napier con una parte de la flota británica del Mediterráneo, llega ante Alejandría y amenaza a Mehmet Alí.[61]
- 27 de noviembre: Ante la amenaza sobre Alejandría, Mehmet Alí se pliega a las condiciones de la Convención de Londres, y debe renunciar a sus conquistas (Siria y Creta), pero mantiene el poder hereditario y la gestión de Egipto y del Sudán.[49]
- 28 de noviembre: en la provincia de Córdoba ―en el marco de las guerras civiles argentinas― el ejército federal (al mando del expresidente uruguayo Manuel Oribe) vence al ejército unitario (4200 porteños al mando de Juan Lavalle) en la batalla de Quebracho Herrado.[62]

### Diciembre
- 8 de diciembre: Tras completar sus estudios médicos y ser ordenado como misionero protestante el 20 de noviembre, el escocés David Livingstone embarca en el navío George en dirección al Cabo de Buena Esperanza, con la misión de estudiar las costumbres y la lengua de los nativos, y establecer una misión religiosa en el norte.[63]
- 15 de diciembre: En Francia, los restos de Napoleón Bonaparte son enterrados en los Inválidos, tras ser exhumados de la isla Santa Elena el 15 de octubre, y  haber llegado a Cherbourg el 30 de noviembre.[64]
- 29 de diciembre: El general Thomas Robert Bugeaud es nombrado Gobernador General de Argelia, cuya conquista terminará para Francia.[18]
- Diciembre: Zanzíbar se convierte en la capital de Omán, a 3000 km de la antigua capital Mascate, y el Sultán Said gobierna desde Stone Town, la Ciudad de Piedra de Zanzíbar. El movimiento se realiza ante la creciente prosperidad de Zanzíbar, y para asegurar el dominio del comercio en el Océano Índico.[65]

### Fechas desconocidas
- En Rusia, medidas coercitivas del gobierno para aumentar el cultivo de las patatas, a las que los campesinos llamaban manzanas del diablo, utilizando las mejores tierras de aquellos, lo que provoca su levantamiento (hasta medio millón se rebelaron) en lo que se conoce como "disturbios de la patata", siendo reducidos por la fuerza.[66]
- En Nigeria, los Fulani (pueblo nómada) del imperio de Sokoto (en el norte de Nigeria) son rechazados por el pueblo yoruba del Imperio Oyo (en Nigeria) en la batalla de Osogbo, en el curso de una guerra religiosa islámica.[67]
- Una potente erupción volcánica en el estratovolcán Tinakula, en las Islas Solomon, mata a la mayoría de los habitantes de la isla y provoca su despoblamiento.[68]
- En Sudáfrica, bajo el impulso de Andries Pretorius, se establece una unión entre la República de Natal y los voortrekkers de Winburg y Potchefstroom.[69]

## Arte y literatura
- 11 de febrero: Estreno de la ópera cómica La hija del regimiento de Gaetano Donizetti en el Teatro Nacional de la Opéra-Comique de París, con un gran éxito de público y crítica.[70]
- 2 de diciembre: Estreno de la Ópera en cuatro actos La favorita, de Gaetano Donizetti, en la Ópera Le Peletier de París.[71]
- Publicación de los Cuentos de lo grotesco y arabesco del escritor estadounidense Edgar Allan Poe, pero con escaso éxito de venta, aunque formaran posteriormente el primer volumen de sus Historias extraordinarias.[72]
- El fabricante de instrumentos musicales belga Adolphe Sax, inventa el saxofón, aunque no lo patentará en París hasta 1846.[73]

## Ciencia y tecnología
- 1 de enero: Instauración definitiva del Sistema Métrico Decimal en Francia como consecuencia de la Ley del 4 de julio de 1837, tras su definición por el gobierno revolucionario francés en 1795, y su derogación por Napoleón Bonaparte en 1812.[74]
- 23 de marzo: El químico e historiador John William Draper, presenta en la Academia de Ciencias de Nueva York, la primera foto de la Luna, tomada con 20 minutos de exposición  en un daguerrotipo, tras varios meses de esfuerzo y numerosos intentos fallidos.[75]
- 8 de mayo: El fotógrafo Alexander S. Wolcott, con la ayuda de John Johnson Sr, obtiene la primera patente estadounidense para la fotografía, por su cámara de espejo Daguerrotipo sin lente, pero con un espejo cóncavo que reflejaba la imagen.[76]
- 20 de junio: El inventor estadounidense Samuel Morse patenta su código Morse para mejorar el modo de comunicar la información por medio de señales, mediante la aplicación del electromagnetismo, a través del telégrafo.[77]
- Los astrónomos alemanes Wilhelm Beer y Johann Heinrich von Mädler, publican el primer mapa completo del planeta Marte, incluyendo “mares” oscuros y “continentes” claros, y proponen que el Sinus Meridiani, situado sobre el ecuador, sea el punto cero de los meridianos marcianos.[78]
- El astrónomo francés François Arago descubre la cromosfera solar.[79]
- Publicación del libro "Estudios sobre los glaciares" del naturalista y geólogo suizo Louis Agassiz, tras proponer en 1837 la existencia de una era glacial en el pasado, y haber reunido en el libro el resultado de todas sus investigaciones.[80]
- Publicación de Química orgánica y su aplicación a la agricultura y a la fisiología del químico alemán Justus von Liebig, en el que explica el uso de fertilizantes artificiales y el empleo de abono mineral para mejorar el rendimiento en agricultura.[81]
- En Baltimore (Estados Unidos), Horace H. Hayden y Chapin A. Harris ―ambos profesores de la Escuela de Medicina de la Universidad de Maryland― fundan el Baltimore College of Dental Surgery (primer colegio dental en el mundo) y el título de Doctor en Cirugía Dental.[82]
- El ortopedista alemán Jacob Heine describe por primera vez la enfermedad de la poliomielitis.[83]

## Nacimientos

### Enero
- 3 de enero: Damian de Molokai o Padre Damian, misionero católico belga, que dedicó su vida a los leprosos de Molokai y fue canonizado en 2009 (f. 1889).
- 4 de enero: 
  - Matilde Bajer, activista por los derechos de la mujer, sufragista y pacifista danesa, presidenta de la Sociedad Danesa de Mujeres (f. 1934).
  - José Martí y Monsó, pintor, académico, historiador del arte y director del Museo Provincial de Bellas Artes de Valladolid (f. 1912).
- 6 de enero: Gonçalves Viana, filólogo, lingüista y lexicógrafo portugués (f. 1914).
- 13 de enero: 
  - Gumersindo de Azcárate, político español.
  - Eduardo Martínez del Campo y Acosta, abogado y político español, Ministro de Gracia y Justicia con Alfonso XIII (f. 1911).
- 14 de enero: 
  - Hilarión Daza, militar y político boliviano, Presidente de Bolivia de 1876 a 1879 (f. 1894).
  - John Alsop Paine, médico, botánico, antropólogo y arqueólogo estadounidense (f. 1912).
- 21 de enero: Sophia Jex-Blake, médica, profesora y activista por los derechos de las mujeres inglesas, que formó parte de Las siete de Edimburgo (f. 1912).
- 23 de enero: Ernst Abbe, físico, óptico, empresario y reformador social alemán, que contribuyó a la fama de la empresa Carl Zeiss (f. 1905).
- 27 de enero: Juan Crisóstomo Centurión, abogado, periodista y político paraguayo, senador y ministro de Relaciones Exteriores (f. 1909).
- 29 de enero: 
  - Henry Huttleston Rogers, empresario de la refinación del petróleo y financiero estadounidense, líder de la Standard Oil (f. 1909).
  - Jacob H. Smith, general del ejército estadounidense, acusado de atrocidades contra los filipinos durante la guerra filipino-estadounidense (f. 1918).

### Febrero
- 4 de febrero: Hiram Stevens Maxim, inventor británico-estadounidense, que inventó la ametralladora Maxim, portátil y automática (f. 1916).
- 5 de febrero: John Boyd Dunlop, veterinario escocés que reinventó el neumático con cámara, y fundador de Dunlop Tyres (f. 1921).
- 7 de febrero: Charles Warren, militar y arqueólogo británico en la región de Palestina (f. 1927).
- 10 de febrero: Per Teodor Cleve, químico y geólogo sueco, que descubrió los elementos Holmio y tulio (f. 1905).
- 12 de febrero: 
  - Basilio Augustín, militar español y capitán general de Filipinas durante la guerra hispano-estadounidense (f. 1910).
  - Mariano Sánchez Fontecilla, abogado, diplomático y político chileno, ministro de Estado de Chile en varios gobiernos (f. 1914).
- 15 de febrero: Titu Maiorescu, crítico literario y político rumano, ministro de Relaciones Exteriores y primer ministro de Rumanía (f. 1917).
- 17 de febrero: 
  - León Fernández Bonilla, historiador, abogado y diplomático costarricense, padre de la historiografía en Costa Rica (f. 1887).
  - Émile Nouguier, ingeniero civil y arquitecto francés, codiseñador de la Torre Eiffel de París (f. 1897).
- 20 de febrero: Wilhelm Kobelt, médico, historiador, zoólogo y malacólogo alemán (f. 1916).
- 23 de febrero: Carl Menger, abogado y economista austriaco, fundador de la Escuela Austriaca de Economía (f. 1921).
- 29 de febrero: Theodor Leber, oftalmólogo alemán, experto en diferentes enfermedades oculares (f. 1917).

### Marzo
- 1 de marzo: Adam von Bülow, empresario brasileño, clave en la modernización de Brasil (f. 1923).
- 8 de marzo: Eduard von Knorr, almirante de la Marina Imperial alemana, que ayudó a establecer el Imperio Colonial Alemán (f. 1920).
- 16 de marzo: 
  - José Gabriel Brochero, presbítero católico argentino, conocido como el "cura gaucho", y canonizado en 2016 (f. 1914).
  - Lisandro Olmos, militar y político argentino, gobernador de la provincia de Neuquén (f. 1916).
  - Eiichi Shibusawa, magnate y empresario japonés, introductor del capitalismo y numerosas reformas económicas en Japón (f. 1931).
- 19 de marzo: Francisco J. Ortiz, abogado, periodista y político argentino, Ministro de Relaciones Exteriores de Argentina (f. 1932).
- 23 de marzo: Laureano Villanueva, médico y político liberal venezolano que ocupó diferentes Ministerios, rector de la Universidad Central de Venezuela (f. 1912).
- 25 de marzo: Benjamín Zorrilla, jurisconsulto y político argentino, gobernador de provincia y Ministro del Interior (f. 1896).
- 26 de marzo: George Smith, asiriólogo inglés, descubridor de Karkemish y traductor de la Epopeya de Gilgamesh (f. 1876).
- 28 de marzo: Emin Pasha, médico y explorador alemán, gobernador de la provincia egipcia de Ecuatoria, en el Alto Nilo (f. 1892).
- 30 de marzo: Charles Booth, filántropo e investigador social británico, que documentó la vida de la clase obrera en Londres a finales del siglo XIX (f. 1916).
- Marzo: Juan José Lanusse, político argentino, gobernador del Territorio Nacional de Misiones (f. 1927).

### Abril
- 2 de abril: Émile Zola, escritor francés, padre del naturalismo, que influyó en la revisión del proceso de Alfred Dreyfus (f. 1902).
- 13 de abril: Ludwig Mauthner, oftalmólogo austriaco que destacó en sus estudios de neuroanatomía y oftalmología (f. 1894).
- 17 de abril: Hippolyte Bernheim, médico y neurólogo francés, autor de la teoría de la sugestibilidad respecto a la hipnosis (f. 1919).
- 20 de abril: Odilon Redon, pintor simbolista francés del postimpresionismo, y precursor del surrealismo (f. 1916).
- 27 de abril: Edward Whymper, alpinista y explorador inglés, el primero en ascender el Cervino y el volcán Chimborazo (f. 1911).
- 28 de abril: Caroline Shawk Brooks, escultora estadounidense (f. 1913).

### Mayo
- 5 de mayo: Ludwig Burmester, geómetra alemán, especializado en cinemática y asociado a las plantillas Burmester (f. 1927).
- 7 de mayo: Piotr Ilich Chaikovski, compositor ruso del Romanticismo (f. 1903).
- 8 de mayo: Sebastián Gessa y Arias, pintor español especializado en temas florales, bodegones y naturalezas muertas (f. 1920).
- 13 de mayo: 
  - Alphonse Daudet, dramaturgo, poeta y novelista francés (f. 1897).
  - Anton Rehmann, geógrafo, botánico, briólogo y explorador polaco del Imperio Austrohúngaro (f. 1917).
- 27 de mayo: Lars Fredrik Nilson, químico sueco que descubrió el escandio (f. 1899).
- 28 de mayo: Germán Gamazo, abogado y político español, que ocupó varios ministerios con Alfonso XII y en la regencia de María Cristina (f. 1901).

### Junio
- 2 de junio: Thomas Hardy, novelista y poeta inglés, influenciado por el Romanticismo (f. 1928).
- 7 de junio: Carlota I, archiduquesa de Austria y emperatriz consorte de Maximiliano I de México (f. 1927).
- 9 de junio: Akaki Tsereteli, poeta y político ruso, importante para el movimiento nacional de Georgia (f. 1915).
- 10 de junio: Theodor Philipsen, pintor danés (f. 1920).
- 11 de junio: Victor Contamin, ingeniero estructural francés y pionero en el uso del hormigón armado (f. 1893).
- 24 de junio: Harry James Veitch, naturalista, horticultor y pteridólogo inglés (f. 1924).
- 29 de junio: Pedro Pablo Atusparia, líder campesino indigenista peruano, que condujo la rebelión de Huaraz (f. 1887).

### Julio
- 1 de julio: 
  - Casimiro Alcorta, músico afroargentino, uno de los padres del tango (f. 1913).
  - Robert Stawell Ball, astrónomo y matemático irlandés, que desarrolló la teoría helicoidal (f. 1913).
- 6 de julio: José María Velasco Gómez, pintor paisajista mexicano (f. 1912).
- 8 de julio: 
  - Manuel de Arriaga, primer Presidente electo de la República Portuguesa (f. 1917).
  - August Leskien, lingüista y filólogo alemán, de la escuela neogramática (f. 1916).
- 9 de julio: William Freeman Vilas, abogado, político y militar estadounidense, Secretario de Interior de Estados Unidos (f. 1908)
- 12 de julio: Benjamin Altman, empresario estadounidense y coleccionista de arte. Donó parte de su colección al Museo Metropolitano de Nueva York (f. 1913).
- 17 de julio: Deborah Griscom Passmore, ilustradora botánica estadounidense, especializada en pinturas de frutas (f. 1911).
- 19 de julio: José Manuel Balmaceda, político y Presidente de Chile entre 1886 y 1891 (f. 1891).
- 28 de julio: Edward Drinker Cope, paleontólogo, anatomista comparativo, herpetólogo e ictiólogo estadounidense (f. 1897).

### Agosto
- 2 de agosto: 
  - José María del Canto Arteaga, militar chileno (f. 1925).
  - Rafael Almansa, sacerdote católico franciscano colombiano, en proceso de beatificación (f. 1927).
- 10 de agosto: Eliza Frances Andrews, escritora, novelista y botánica estadounidense, perteneciente a la Edad dorada norteamericana (f. 1931).
- 13 de agosto: Arístides de Artiñano, historiador, periodista y político español, defensor de los Fueros vascongados (f. 1911).
- 14 de agosto: Dimitri Pisarev, escritor ruso.
- 14 de agosto: Richard von Krafft-Ebing, psiquiatra alemán.
- 19 de agosto: Jeanna Bauck, pintora sueco alemana, conocida por sus retratos y paisajes (f. 1926).
- 20 de agosto: Guillermo Lehmann, empresario colonizador argentino (f. 1886).
- 23 de agosto: Ezequiel Gutiérrez Iglesias, jurista y político costarricense (f. 1920).
- 25 de agosto: João Zeferino da Costa, pintor academicista, profesor y decorador brasileño (f. 1916).
- 29 de agosto: Cándido López, pintor argentino de arte naíf (f. 1902).

### Septiembre
- 1 de septiembre: Rafael Hernández, periodista, diputado y senador argentino, fundador de la Universidad Nacional de la Plata (f. 1903).
- 2 de septiembre: 
  - Clay Allison, ranchero ganadero de Texas, y famoso pistolero estadounidense (f. 1887).
  - Giovanni Verga, escritor italiano, exponente de la corriente literaria verista (f. 1922).
- 3 de septiembre: Aurelio Denegri, empresario y político peruano, alcalde de Lima y que ocupó diferentes Ministerios (f. 1909).
- 6 de septiembre: Eleuterio Maisonnave, político español del Partido Republicano Posibilista, diputado y Ministro de Gobernación (f. 1890).
- 7 de septiembre: Sisowath, rey de Camboya durante el período de Protectorado francés de Camboya (f. 1927).
- 12 de septiembre: Julia Sears, educadora y sufragista, primera mujer estadounidense en dirigir un colegio público (f. 1929).
- 27 de septiembre: Alfred Mahan, historiador, contraalmirante y estratega naval estadounidense (f. 1914).
- 30 de septiembre: Johan Svendsen, compositor, violinista y director de orquesta noruego, uno de los iniciadores del nacionalismo musical noruego (f. 1911).

### Octubre
- 2 de octubre: Dmitri Písarev, filósofo nihilista, escritor y crítico radical ruso, de gran influencia sobre Lenin (f. 1868).
- 4 de octubre: Víktor Knorre, astrónomo ruso de origen alemán, descubridor de Coronis y tres planetas menores (f. 1919).
- 5 de octubre: 
  - Juan II de Liechtenstein, príncipe reinante en Liechtenstein de 1858 a 1929 (f. 1929).
  - John Addington Symonds, ensayista, poeta y biógrafo británico, defensor del amor entre hombres, u homosexualidad (f. 1893).
- 6 de octubre: 
  - Francisco de Borja Queipo de Llano, noble y político español, diputado, ministro y Presidente del Congreso de los Diputados (f. 1890).
  - Miguel Yrarrázaval, abogado y político chileno del Partido Nacional, gobernador de la provincia de Vichuquén (f. 1900).
- 9 de octubre: Simeon Solomon, pintor prerrafaelista inglés (f. 1905).
- 11 de octubre: Adolf Bernhard Meyer, antropólogo, ornitólogo y entomólogo alemán, director del Museo de Etnología de Dresde (f. 1911).
- 12 de octubre: 
  - Ersilia Caetani Lovatelli, historiadora del arte y arqueóloga italiana, especializada en la Antigua Roma (f. 1925).
  - Helena Modjeska, reconocida actriz polaca, especializada en obras de Shakespeare y en papeles trágicos (f. 1909).
- 15 de octubre: Honoré Mercier, abogado canadiense, periodista, jefe del Partido Liberal de Quebec, y primer ministro de Quebec (f. 1894).
- 16 de octubre: 
  - Kuroda Kiyotaka, político japonés de la era Meiji, y primer ministro de Japón (f. 1900).
  - Enrique de Ossó, sacerdote español, fundador de la Congregación de Hermanas de la Compañía de Santa Teresa de Jesús, canonizado en 1993 (f. 1912).
- 17 de octubre: Yaa Asantewaa, reina madre de Ejisu en el Imperio Ashanti (Ghana), que se rebeló contra el colonialismo británico (f. 1921).
- 26 de octubre: Juan Iturralde y Suit, historiador, ensayista y pintor español, fundador de la Asociación Euskara de Navarra (f. 1909).
- 30 de octubre: 
  - Juan Bautista Gill, político y Presidente de Paraguay, que murió asesinado (f. 1877).
  - Francisco Guzmán y Carballeda, abogado y político español, Ministro de Gracia y Justicia con Alfonso XIII (f. 1916).
  - William Graham Sumner, académico y polímata estadounidense, el primero que impartió sociología en la Universidad de Yale (f. 1910).

### Noviembre
- 2 de noviembre: Victorino de la Plaza, abogado, militar y político argentino, Presidente de la Nación Argentina de 1914 a 1916 (f. 1919).
- 6 de noviembre: Sir John Williams, médico obstetra galés, que atendió a la reina Victoria, y benefactor de la Biblioteca Nacional de Gales (f. 1926).
- 7 de noviembre: Aleksandr Kovalevski, embriólogo comparativo ruso, precursor de la biología evolutiva del desarrollo (f. 1901).
- 8 de noviembre: Nathan Mayer Rothschild, noble, empresario, banquero, político en la Cámara de los Lores y filántropo británico (f. 1915).
- 9 de noviembre: Roberto de Orleans, pretendiente orleanista al trono de Francia (f. 1910).
- 12 de noviembre: Auguste Rodin, escultor, grabador, pintor y dibujante francés, padre de la escultura moderna (f. 1917).
- 14 de noviembre: Claude Monet, pintor francés, uno de los creadores del Impresionismo (f. 1926).
- 18 de noviembre: Antonio Muñoz Degrain, pintor español de paisajes y obras de temática histórica, y uno de los padres del luminismo valenciano (f. 1924).
- 21 de noviembre: Victoria, hija de la Reina Victoria del Reino Unido, reina de Prusia y emperatriz consorte del Imperio Alemán (f. 1901).
- 23 de noviembre: Estanislao del Canto Arteaga, militar chileno.
- 24 de noviembre: John Brashear, astrónomo y constructor estadounidense de instrumentos ópticos (f. 1920).

### Diciembre
- 1 de diciembre: Marie Bracquemond, pintora impresionista, grabadora y ceramista francesa (f. 1916).
- 3 de diciembre: Jules Claretie, novelista francés e historiador, cronista de la vida parisina y director del Théâtre Français (f. 1913).
- 4 de diciembre: Teodoro García, general de división y diputado argentino, que participó en las guerras civiles argentinas (f. 1909).
- 6 de diciembre: Nicolás Levalle, teniente general italo-argentino que fue ministro de Guerra y Marina de Argentina (f. 1902).
- 8 de diciembre: William Guilfoyle, botánico y jardinero australiano, diseñador del Real Jardín Botánico de Melbourne (f. 1912).
- 17 de diciembre: Nozu Michitsura, Mariscal de Campo japonés, figura importante de la Armada Imperial Japonesa (f. 1908).
- 21 de diciembre: 
  - Joseph G. Butler Jr., industrial, filántropo e historiador popular estadounidense, que fundó el Instituto Butler de Arte Americano (f. 1927).
  - Namik Kemal, escritor, periodista y político del Imperio Otomano, miembro de los Jóvenes Otomanos que luchaban por un régimen constitucional (f. 1888).
- 30 de diciembre: Federico Faura o Padre Faura, jesuita, meteorólogo y matemático español, creador del Observatorio de Manila (f. 1897).

### Fechas desconocidas
- Francesc Bonet Dalmau, ingeniero industrial español, empresario e inventor, que construyó el primer automóvil de motor de explosión en España (f. 1898).
- Caballo americano, jefe Sioux de la tribu Oglala durante las Guerras Sioux en la década de los 70 (f. 1908).
- Blas Causera Carrión, latinista y teólogo español (f. 1906).
- José María Celleruelo, abogado, periodista y político español, Ministro de Gracia y Justicia con Alfonso XIII (f. 1911).
- Pedro Lucio Cuadra, político chileno que ocupó diferentes Ministerios y fue Presidente del Senado (f. 1894).
- Jackson Haines, bailarín de ballet estadounidense, y padre del patinaje artístico sobre hielo moderno (f. 1875).
- Bedros Keresteciyan, lingüista y escritor armenio-otomano, traductor del primer diccionario etimológico de la lengua turca (f. 1909).
- Nehanda Nyakasikana, médium espiritual del pueblo Shona de Zimbabue, que los alentó a rebelarse contra la Compañía Británica de Sudáfrica (f. 1898).
- Margarita Pérez de Celis, editora de prensa, escritora y feminista del movimiento obrero del Fourierismo en España (f. 1882).
- Timothy O'Sullivan, prominente fotógrafo estadounidense, especializado en la guerra de Secesión y el Oeste de Estados Unidos (f. 1882).
- Clodomiro Urtubey, marino argentino, fundador y director de la Escuela Naval Militar de Argentina (f. 1902).

## Fallecimientos

### Enero
- 1 de enero: Francisco Dionisio Vives, militar español, gobernador y capitán general de Cuba (n. 1755).
- 6 de enero: 
  - Frances Burney, escritora británica (n. 1752).
  - Tani Bunchō, pintor japonés del movimiento Bunjinga o pintura del sur (n. 1763).
- 7 de enero: Blas Parera, músico y compositor español, autor de la letra del Himno Nacional Argentino (n. 1776).
- 13 de enero: Charles Follen, poeta y patriota alemán, ministro unitarista y abolicionista radical, profesor de la Universidad de Harvard (n. 1796).
- 22 de enero: Johann Friedrich Blumenbach, naturalista, antropólogo, médico y psicólogo alemán, creador de la antropología física (n. 1752).

### Febrero
- 7 de febrero: Águeda Gallardo, patriota y aristócrata criolla colombiana, prócer de la Independencia de Colombia (n. 1751).
- 8 de febrero: Samuel Black, comerciante de pieles y explorador escocés del río Finlay en la Columbia Británica (n. 1780).
- 20 de febrero: Wilhelm Gotthelf Lohrmann, cartógrafo, astrónomo y meteorólogo del Reino de Sajonia, fundador de la Universidad Técnica de Dresde (n. 1796).

### Marzo
- 2 de marzo: Heinrich Olbers, médico y astrónomo alemán, que descubrió varios cometas y planteó la paradoja de Olbers (n. 1758).
- 15 de marzo: Diego Aráoz, terrateniente y militar argentino, gobernador de Tucumán (n. 1770).
- 20 de marzo: Jan Frans van Dael, pintor y litógrafo flamenco, especializado en bodegones de flores y frutas (n. 1764).
- 23 de marzo: William Maclure, geólogo, botánico y explorador estadounidense de origen escocés, padre de la geología en Estados Unidos (n. 1763).
- 26 de marzo: Mariano Vera, militar y político argentino, gobernador de la provincia de Santa Fe (n. 1780).

### Abril
- 10 de abril: Alexander Nasmyth, pintor escocés especializado en pintura del paisaje y en el retrato pictórico (n. 1758).
- 22 de abril: Luis Fernández de Córdoba, militar, político y diplomático español (n. 1789).
- 24 de abril: Sveinn Pálsson, médico y naturalista islandés, que propuso la teoría del movimiento de glaciares bajo su propio peso (n. 1762).
- 25 de abril: Siméon Denis Poisson, físico y matemático francés, que trabajó en electricidad, geometría diferencial y teoría de probabilidades (n. 1781).
- 29 de abril: Pierre Robiquet, químico francés, autor de avances importantes en la identificación de los aminoácidos (n. 1780).

### Mayo
- 1 de mayo: Pierre Jean François Turpin, botánico francés, gran ilustrador floral y botánico de la Era Napoleónica (n. 1775).
- 6 de mayo: Francisco de Paula Santander, militar, político y estadista colombiano, Presidente de la República de la Nueva Granada (n. 1792).
- 7 de mayo: Caspar David Friedrich, pintor paisajista del romanticismo alemán (n. 1774).
- 14 de mayo: Carl Ludvig Engel, arquitecto neoclásico alemán, de gran impacto en la arquitectura de Finlandia y la reconstrucción de Helsinki (n. 1778).
- 16 de mayo: José Antonio Ruiz de Bustamante, político mexicano de origen novohispano, diputado y gobernador del Estado de Chihuahua (n. 1788).
- 19 de mayo: John Adair, pionero y soldado estadounidense, gobernador de Kentucky (n. 1757).
- 23 de mayo: Pablo Zufriátegui, militar uruguayo de las guerras de independencia de Argentina y Uruguay, y contra el Imperio de Brasil (n. 1783).
- 25 de mayo: Silvestre Blanco, militar y político uruguayo, presidente de la Asamblea Constituyente y Legislativa del Estado Oriental del Uruguay (n. 1783).
- 26 de mayo: William Sidney Smith, almirante británico, que participó en la guerra de Independencia de Estados Unidos y en las guerras revolucionarias francesas (n. 1764).
- 27 de mayo: Niccolò Paganini, compositor italiano del Romanticismo, que desarrolló la técnica moderna del violín (n. 1782).

### Junio

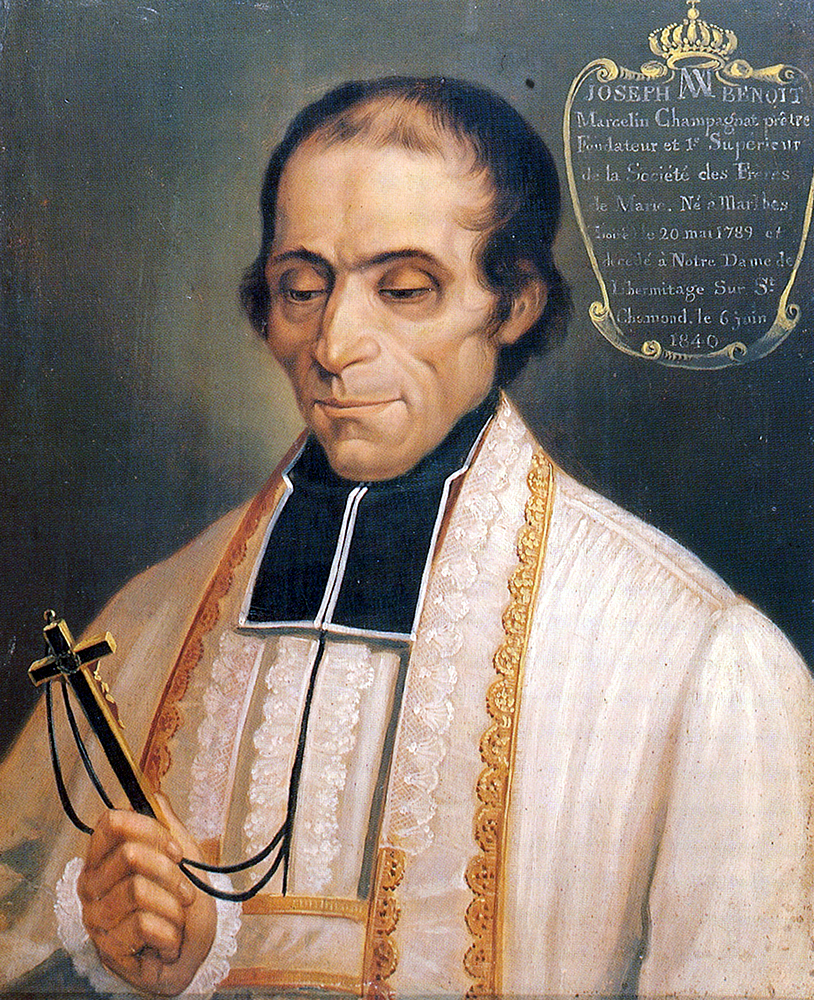
Marcelino Champagnat.

- 6 de junio: Marcelino Champagnat, sacerdote católico francés, fundador de los Hermanos Maristas, canonizado en 1997 (n. 1789).
- 7 de junio: 
  - Federico Guillermo III de Prusia, rey de Prusia desde 1797 (n. 1770).
  - José María Irigoyen de la O, abogado mexicano, diputado y gobernador del Estado de Chihuahua (n. 1807).
- 19 de junio: Pierre-Joseph Redouté, pintor belga famoso por sus pinturas de plantas a la acuarela (n. 1759).
- 29 de junio: Luciano Bonaparte, hermano de Napoleón, poeta y político francés, con un papel relevante en la guerra de las Naranjas (n. 1775).

### Julio
- 2 de julio: Bogdan Jański, profesor y activista polaco de la Gran Emigración, religioso católico fundador de la Congregación de la Resurrección (n. 1807).
- 28 de julio: John George Lambton, o Lord Durham, político británico whig, gobernador general de la Norteamérica británica (n. 1792).
- 30 de julio: Rafael Elías González, terrateniente y político mexicano, gobernador del Estado de Sonora (n. 1774).
- Julio: José Santos Díaz del Valle, político hondureño de inclinación unionista, jefe de Estado de Honduras (n. 1793).

### Agosto
- 4 de agosto: José María Narváez, oficial naval y navegante español, que exploró el noroeste del Pacífico (n. 1768).
- 18 de agosto: Anthony Christiaan Winand Staring, poeta neerlandés del romanticismo (n. 1767).
- 25 de agosto: Karl Leberecht Immermann, escritor, dramaturgo y poeta alemán perteneciente al Biedermeier (n. 1796).

### Septiembre
- 7 de septiembre: Luís do Rego Barreto, general portugués, gobernador militar de Minho y gobernador de Pernambuco en Brasil (n. 1777).
- 11 de septiembre: Juan Gabriel Perboyre, sacerdote francés de la Congregación de la Misión, y mártir católico en China, canonizado en 1996 (n. 1802).
- 18 de septiembre: Constantine Samuel Rafinesque, políglota, naturalista, meteorólogo y arquitecto estadounidense, (n. 1783).
- 20 de septiembre: José Gaspar Rodríguez de Francia, ideólogo y dirigente de la independencia de Paraguay, y Presidente de Paraguay (n. 1766).
- 22 de septiembre: Gregorio Pedro VI Djeranian, religioso armenio, patriarca de Cilicia y primado de la Iglesia Católica armenia (n. ???).
- 25 de septiembre: Etienne Jacques Joseph MacDonald, militar francés, mariscal del Primer Imperio francés y primer duque de Tarento (n. 1765).
- 27 de septiembre: Francisco Serrano y Cuenca, militar liberal español, capitán general de Cataluña durante la primera guerra carlista (n. 1776).
- 30 de septiembre: Joaquín Vizcaíno, militar, político y filántropo español, corregidor de Madrid y fundador de la primera Caja de Ahorros de España (n. 1790).
- Septiembre: Francisco Ortiz de Ocampo, militar de la guerra de independencia de Argentina, y gobernador de las provincias de Córdoba y La Rioja (n. 1771).

### Octubre
- 5 de octubre: Manuel Latre Huarte, político liberal español, Ministro de la Guerra con Isabel II de España (n. 1789).
- 12 de octubre: Francisco das Chagas Santos, militar y político brasileño, destructor de las misiones jesuíticas (n. 1763).

### Noviembre
- 1 de noviembre: Anthony Carlisle, anatomista y cirujano inglés, descubridor de la electrólisis (n. 1768).
- 3 de noviembre: Pedro Medrano, abogado y poeta argentino, diputado en el Congreso de Tucumán, que declaró la independencia de Argentina (n. 1769).
- 23 de noviembre: José María Pando, diplomático y político hispano-peruano, Secretario de Estado de España, que ocupó varios Ministerios tras la independencia del Perú (n. 1787).
- 24 de noviembre: Cornelis Krayenhoff, físico, artista, general ingeniero hidráulico y cartógrafo de los Países Bajos (n. 1758).
- 28 de noviembre: Miguel Brayer, general francés de las guerras napoleónicas y la guerra de independencia de Chile (n. 1769).
- 30 de noviembre: Joseph Johann von Littrow, astrónomo austriaco, director del Observatorio de Viena que ideó un sistema de proyección cartográfica (n. 1871).

### Diciembre
- 5 de diciembre: Ramón Fernández Reguero, científico, agronomista e inventor español, precursor del carro de combate y el tractor agrícola (n. 1775).
- 11 de diciembre: 
  - Franz Bauer, microscopista y naturalista austriaco, ilustrador botánico del Real Jardín Botánico de Kew (n. 1758).
  - Kōkaku Tennō, el 119.º emperador de Japón entre 1779 y 1817 (n. 1771).
- 15 de diciembre: Lorenz Chrysanth von Vest, poeta, médico, químico y botánico austriaco, rector de la Universidad de Graz (n. 1776).
- 31 de diciembre: Christian Rudolph Wilhelm Wiedemann, médico, historiador, naturalista y entomólogo alemán, experto en estudios de insectos (n. 1770).

### Fecha desconocida
- Thug Behram, líder del culto thuggee en India, uno de los asesinos más prolíficos de la historia (más de 900 víctimas) (n. 1765).
- Dingane kaSenzangakhona, rey zulú enfrentado a los trekboers (n. 1795).
- Vasilisa Kozhina, heroína rusa de la Guerra Patriótica de 1812, que organizó un grupo partisano femenino contra las tropas napoleónicas (n. 1780).
- Francisco de Paula Toro, militar y político del Virreinato de Nueva Granada, gobernador interino de Yucatán (n. 1799).